# Linevichella vortex
Linevichella vortex is een vlokreeftensoort uit de familie van de Micruropodidae. De wetenschappelijke naam van de soort is voor het eerst geldig gepubliceerd in 1874 door Dybowsky.